# John Jennings (marino)
Sir John Jennings (1664 – 23 de diciembre de 1743) era un oficial de la Marina Real británica y político Whig que ocupó puestos en la Casa de los Comunes inglesa y británica entre 1705 y 1734. Comandó el HMS Kent en Cádiz y en Vigo en 1702 durante la guerra de sucesión española, y fracasó en su objetivo de tomar la isla de Tenerife. Se convirtió en comandante en jefe de la Estación de Jamaica, por entonces Primer Lord del Mar y finalmente Gobernador de Hospital de Greenwich. 

## Primeros años
Jennings fue el decimoquinto niño de Philip Jennings of Duddleston Hall, Shropshire y su mujer Christian Eyton, hija de Sir Gerard Eyton de Eyton, Shropshire. Éste a su vez era descendiente de una familia de Shropshire que había padecido las consecuencias de apoyar al bando realista durante la guerra civil inglesa. Jennings se casó con Alice Breton.

## Carrera naval
Jennings fue asignado como teniente en el HMS Pearl en 1687, y sirvió con el mismo rango en el HMS St David y el HMS Trago, antes de ser promovido a comandar el St Paul, un brulote. En 1690 fue hecho capitán del rebotado HMS Experiment, de 32 cañones, y desplegado para navegar la costa irlandesa, donde interceptó un gran número de buques pequeños que se dedicaban a transportar las tropas de Jacobo II de Inglaterra. 
En 1693 Jenning fue elegido capitán del Victory, el buque insignia de Sir John Ashby, siendo trasladado poco después, ese mismo año, al HMS Mary con 62 cañones, en el que navegó por el Mediterráneo junto al almirante Russel. En 1696 tomaría el mando del Chichester, de 80 cañones, y al año siguiente se le confió el mando del Plymouth, con el que capturó 
En 1693, fue nombrado capitán del HMS Victoria, buque insignia de Sir John Ashby; más tarde ese mismo año es transferido al navío de 62 cañones HMS Mary, en el que navega por el Mediterráneo junto al almirante Russell. En 1696,  es transferido al HMS Chichester, de 80 cañones; y el año siguiente se le confía el mando del Plymouth, con el que capturó un corsario de Saint Malo. Poco después, junto con la fragata HMS Rye, venció a tres barcos franceses: uno se rindió rápidamente  y Jennings, dejando al Rye para que lo vigilara, persiguió a los otros dos y consiguió obligarlos a arriar su bandera tras una enérgica defensa. Habiendo llevado sus capturas a puerto, el Rye y el Plymouth se unieron al Severn, un man-of-war británico, y los tres barcos se dirigieron a la costa de Francia, donde apresaron cinco barcos cargados de vino de Burdeos y un pequeño barco de guerra.
Al estallar la guerra de sucesión española, Jennings mandó el HMS Kent (de 70 cañones) bajo las órdenes del almirante Rooke en Cádiz y Vigo en 1702, donde ayudó a la destrucción de la flota franco-española. Participó en la captura de Gibraltar, y fue capitán del HMS St George (96 cañones) en la batalla de Málaga en 1704. Fue nombrado caballero por sus proezas por la Reina Anne el 9 de septiembre de 1704, y habiendo sido promovido a contralmirante en 1705, se convirtió en Comandante-en-jefe de la Estación de Jamaica en 1706. Fue promovido a vicealmirante en 1708 y almirante en 1709. Su ataque sobre Tenerife en 1706 fracasó y tuvo que huir de las Canarias, ante un ejército defensor mucho menor en número. Comandó la flota con base en Lisboa de 1708 a 1710, convirtiéndose poco después en comandante en jefe de la flota mediterránea.

## Carrera parlamentaria
En las elecciones generales inglesas de 1705, Jennings regresó como miembro parlamentario para Queenborough por el partido Whig. Estuvo ausente de la división en la elección de Speaker el 25 de octubre de 1705 y estuvo a su vez ausente del servicio activo hasta el invierno de 1707-8. En noviembre defendió ante los lores la necesidad de reforzar el comercio con las Indias Occidentales y en enero de 1708 defendió el proyecto de ley para la mejora de las condiciones de los marineros. Además presentó un documento con 13 propuestas para mejorar los métodos de gestión de flota, de los que tres fueron incluidos en una propuesta de los lores a la Reina. Volvió a ser elegido por Queenborough en las elecciones generales de 1708. En el parlamento defendió la naturalización de los "Palatines" en 1709 y votó por el enjuiciamiento del doctor Sacheverell en 1710. Para las elecciones de 1710 fue derrotado en Queenborought, pero volvería como parlamentario por Portsmouth. Sin embargo perdió su escaño por petición el 3 de febrero de 1711.
Jennings regresaría como parlamentario para Rochester por interés del Almirantazgo en las elecciones de 1715. Votó a favor del criterio de la administración excepto en el proyecto de ley de paridad, en el que se opuso. Se unió a la mesa del Almirantazgo bajo el gobierno Whig en octubre de 1714, en el que permaneció hasta que el gobierno cayó en abril de 1717. Regresó de nuevo a la mesa del Almirantazgo bajo el ministerio segundo de Stanhope-Sunderland en marzo de 1718. También fue elegido gobernador del Hospital de Greenwich y Ranger del Parque de Greenwich desde 1720. Se encargó de presentar la estatua de mármol de Jorge II por Rysbrack que se encuentra en el centro de la Gran Plaza del Hospital. En septiembre fue ascendido a Primer Lord del Mar. También en 1721 adquirió Newsells Bury en Barkway en Hertfordshire. Se volvió sordo, pero dimitió de la mesa del Almirantazgo en junio de 1727 porque objetó a servir bajo las órdenes de Lord Berkeley, el primer Lord del Mar. Volvió como miembro del parlamento por Rochester en las elecciones de 1727. Aunque Berkeley fue despedido de la mesa del Almirantazgo en 1727, Jenning no tenía como objetivo volver, deseando una posible promoción o igualación. Fue promovido a contra-almirante de Inglaterra en enero de 1733, pero dimitió un año más tarde cuando Sir John Norris fue convertido en almirante de la flota y comandante en jefe.

## Muerte y legado
Jennings falleció en Greenwich el 23 de diciembre de 1743 a la edad de 79, y fue enterrado en la Abadía de Westminster. Con su mujer Alice, tuvo un hijo, George, quién heredó Newsells.

## Más información
- Mark Noble, Una historia Biográfica de Inglaterra de la Revolución hasta el final de George I  Reinado (Londres: W Richardson etc., 1806)
- El Georgian Era: Memoirs de las Personas más Eminentes... (Londres: Vizetelly, Branston & Co.,  1833)